# En Kerem
En Kerem (hebr. ‏עֵין כֶּרֶם‎; arab. ‏عين كارم‎, Ajn Karim; dosł. z hebr. źródło winnicy) – osiedle mieszkaniowe w Jerozolimie w Izraelu, znajdujące się na terenie Zachodniej Jerozolimy.

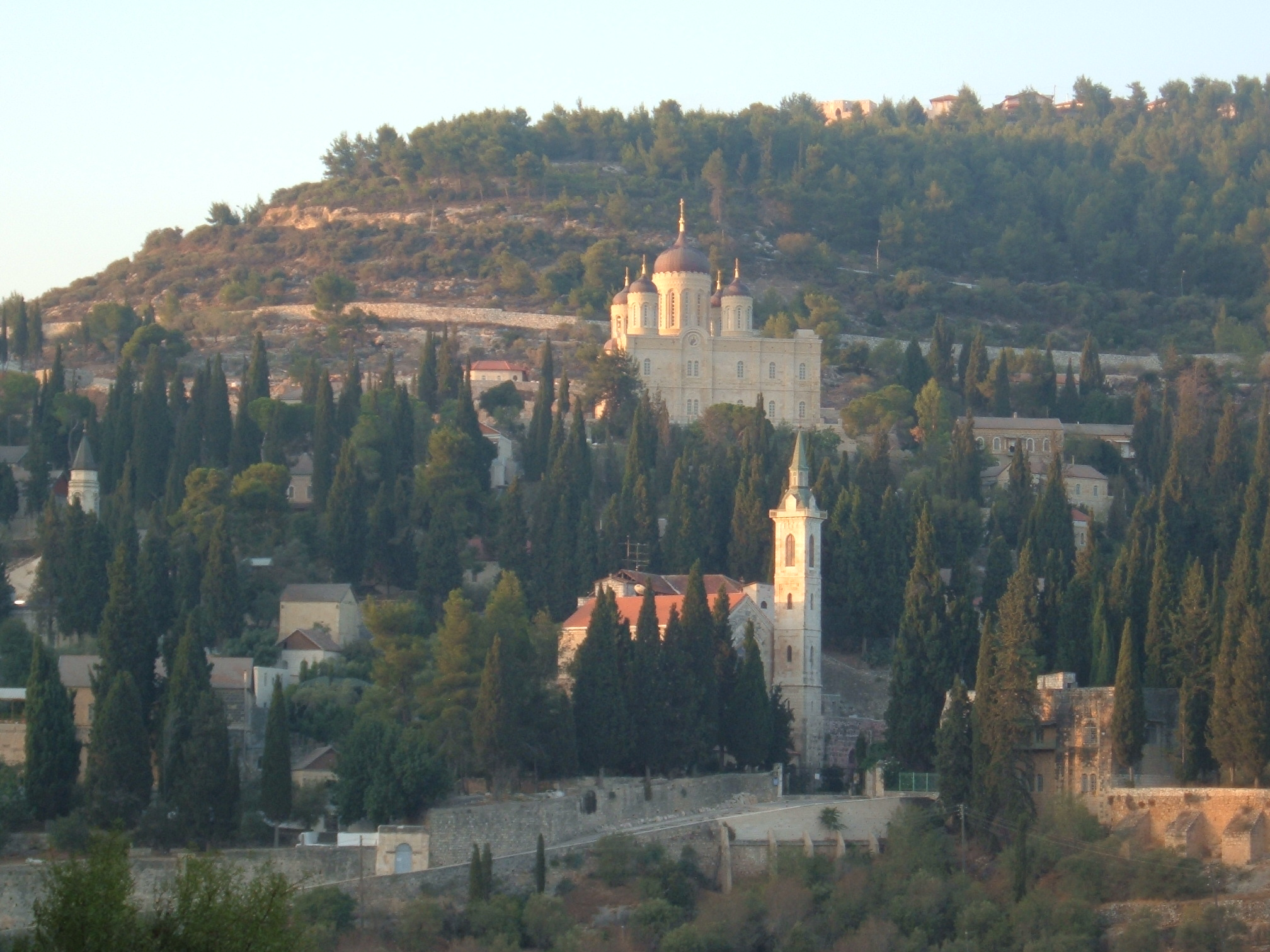
Widok na południową część miasteczka

Zgodnie z chrześcijańską tradycją w En Kerem mieli mieszkać Zachariasz wraz z żoną Elżbietą. To tutaj wskazuje się miejsce narodzin Jana Chrzciciela. Zgodnie z tekstami nowotestamentalnej Ewangelii Łukasza do tej położonej w Górach Judzkich miejscowości miała przybyć Maryja, by usługiwać swojej krewnej Elżbiecie. W związku z tym istnieje w dzielnicy kilka sanktuariów chrześcijańskich, które odwiedzane są przez licznie przybywających do Ziemi Świętej pielgrzymów z całego świata.
W czasie II wojny światowej, w latach 1942–1947 w miasteczku istniała polska szkoła dla młodzieży przybyłej do Palestyny wraz z armią gen. Andersa.

## Historia

### Czasy prehistoryczne i starożytne
Dzięki istniejącemu w En Kerem źródłu, przypuszcza się, iż mogło ono być zamieszkane już w czasach bardzo zamierzchłych. Odnalezioną ceramikę datowano na środkową epokę brązu (2000-1600 p.n.e.). Stała osada, jak pokazały wykopaliska archeologiczne, musiała istnieć już w II wieku p.n.e.
Franciszkańscy archeolodzy – Sylvester Saller i Bellarmino Bagatti – odnaleźli na terenie sanktuarium św. Jana Chrzciciela groby z epoki brązu, żelaza i z okresu rzymskiego. Te ostatnie, typu kokhim, wskazują na to, iż miasteczko musiało być w czasach Nowego Testamentu zamieszkane przez społeczność żydowską. Obok typowych dla starożytnego judaizmu grobów kokhim odkryto również kolumbarium, oznacza to, iż w starożytnym En Kerem żyli również poganie, tzn. element zhellenizowany. Do znanych znalezisk archeologicznych należą również fragmenty marmurowych rzeźb Afrodyty i Adonisa, które przechowywane są w Muzeum Rockefellera w Jerozolimie.

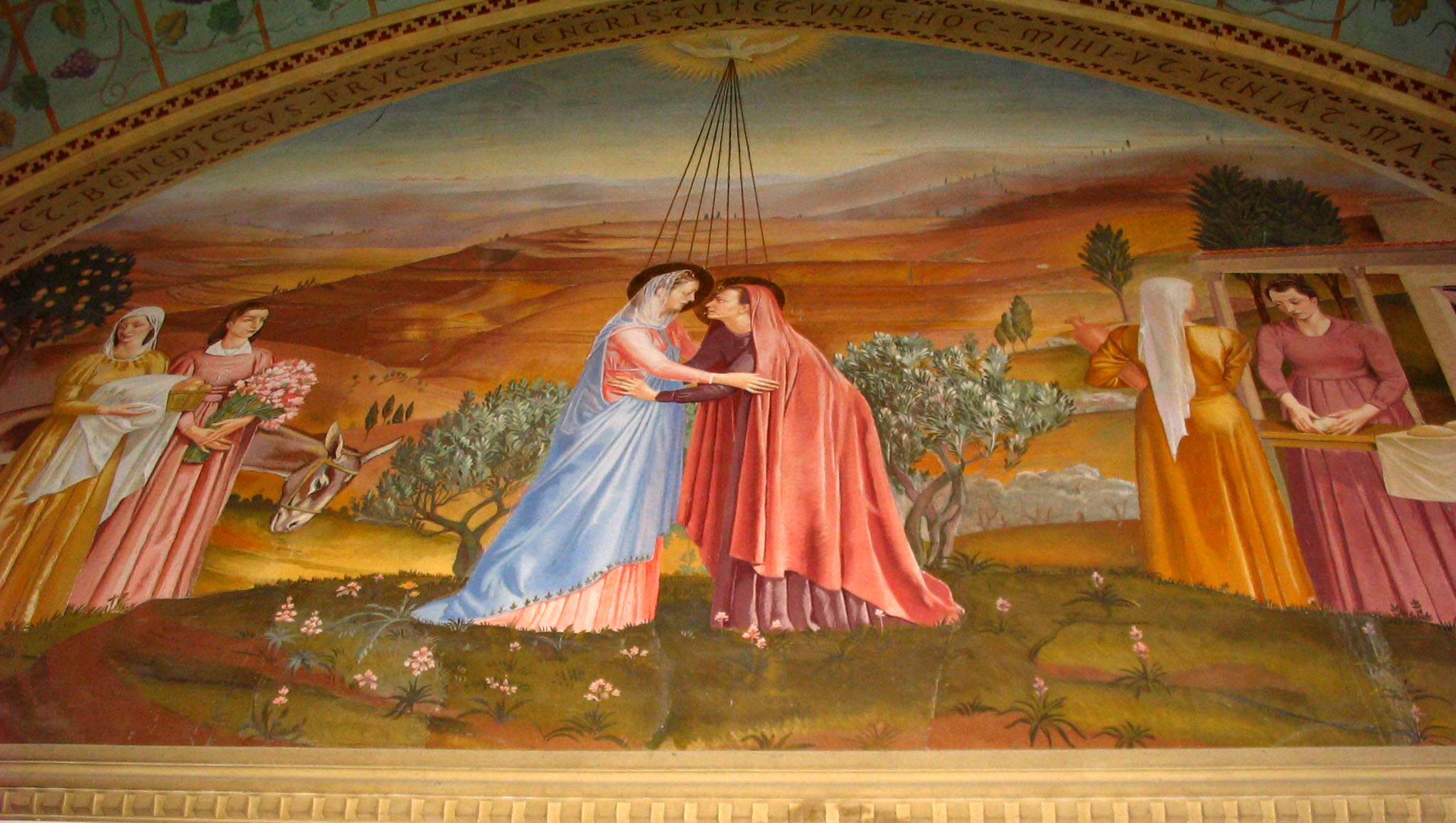
Fresk przedstawiający spotkanie Maryi z Elżbietą, sanktuarium Nawiedzenia w En Kerem

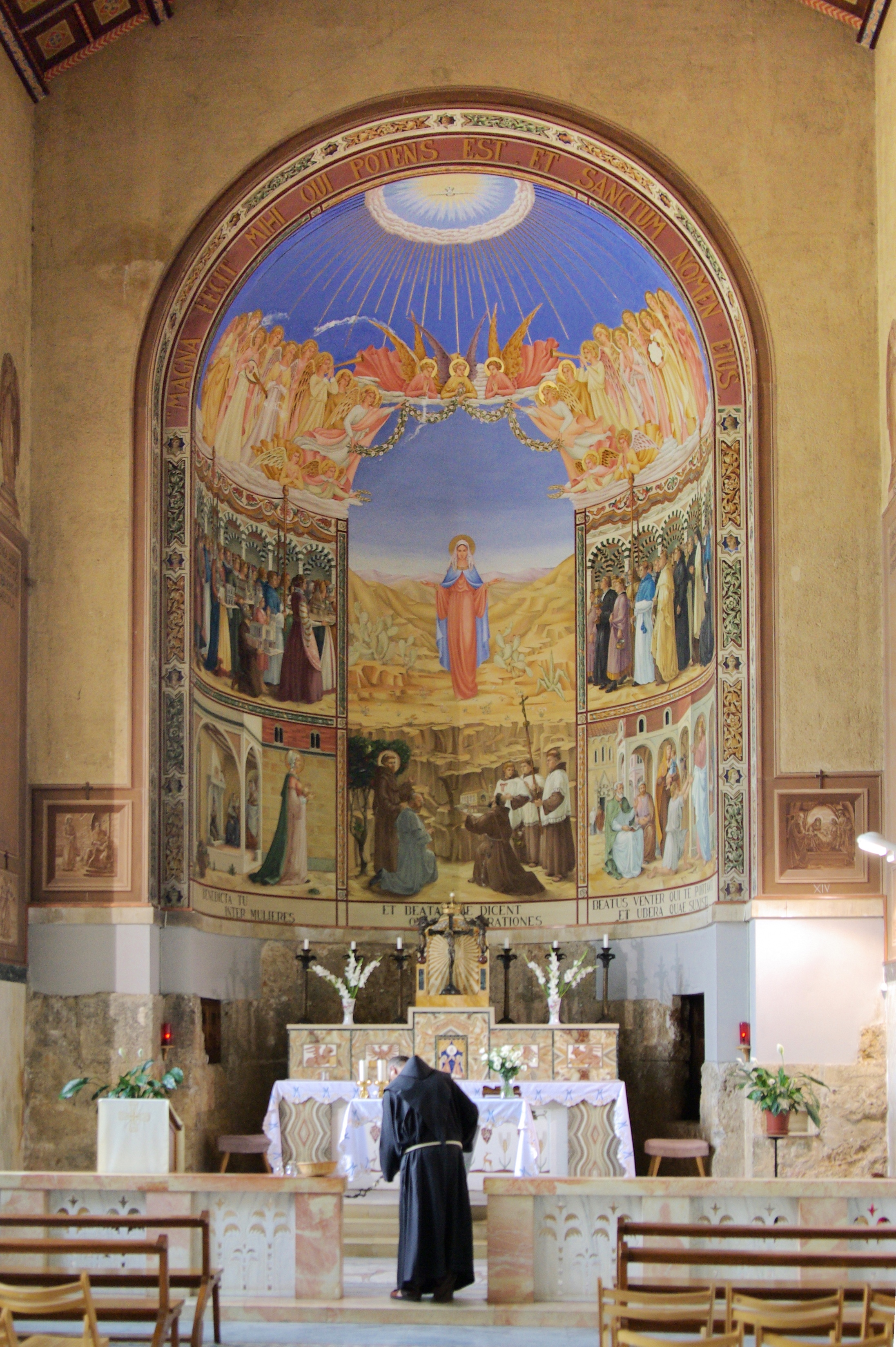
Fresk za głównym ołtarzem w kościele górnym sanktuarium Nawiedzenia

### Tradycja chrześcijańska i okres bizantyjski
Zgodnie z Biblią Maryja wybrała się z Nazaretu „i poszła z pośpiechem w góry do pewnego miasta w pokoleniu Judy” (Łk 1,39), gdzie odwiedziła swoich krewnych Zachariasza, kapłana jerozolimskiego i Elżbietę. Oboje byli w podeszłym wieku, a jednak spodziewali się dziecka. To w En Kerem miały być wypowiedziane kantyki nowotestamentalne: Magnificat i Benedictus. Tutaj też miał urodzić się Jan Chrzciciel, nazywany w tradycji chrześcijańskiej poprzednikiem Chrystusa.
Pielgrzym Teodozjusz w 530 uznawał En Kerem, oddalone o pięć mil od Jerozolimy, za miejsce, w którym żyła św. Elżbieta, matka Jana Chrzciciela. Również liturgiczny Kalendarz Gruziński, datowany przed 638, wymieniał En Kerem jako miejsce, w którym świętowano uroczystość bądź wspomnienie ku czci św. Elżbiety w dniu 28 sierpnia.
W okresie bizantyjskim (IV-V w.), w centralnej części osady, wokół otoczonych czcią grobów niezidentyfikowanych “Męczenników Bożych”, wymienionych w napisie na mozaice znalezionej w 1885 w sanktuarium św. Jana Chrzciciela, chrześcijanie zwykli byli chować swoich zmarłych. Vis-à-vis antycznego cmentarza odnaleziono pozostałości kaplicy z mozaikową posadzką. Inna kaplica przylegała do niej od strony południowej. Chociaż żaden z tych elementów nie pozostaje w jednoznacznym związku z figurą Jana Chrzciciela, świadczą one jednak o długiej tradycji religijnej tego miejsca.
Na wzgórzu południowym znajdowało się drugie sanktuarium chrześcijańskie, które zaczęto identyfikować z miejscem Nawiedzenia św. Elżbiety na początku XIV wieku. Apokryficzna Protoewangelia Jakuba z II w. mówi o ukrywaniu się małego Jana Chrzciciela przed siepaczami Heroda. Rosyjski pątnik Daniel widział sanktuarium związane z tym wydarzeniem w miejscu, w którym dzisiaj znajduje się franciszkańskie sanktuarium Nawiedzenia. Relikwiarz z ziemią z groty św. Elżbiety i św. Jana przechowywany był w Rzymie w skarbcu laterańskim już w VII w.. Skała pokazywana dzisiaj w dolnym kościele sanktuarium Nawiedzenia jest pozostałością tamtej bizantyjskiej tradycji.

### Okres wypraw krzyżowych
W okresie wypraw krzyżowych wybudowano kościół na terenie sanktuarium Narodzenia św. Jana Chrzciciela, na stoku wzgórza północnego. Posiadał on trzy nawy i kopułę. Struktura ta dobrze zachowała się do czasów obecnych. Również na stoku wzgórza południowego krzyżowcy wznieśli na ruinach wcześniejszej świątyni bizantyjskiej kościół z obejściem. Oba kościoły przybrały aspekt fortec. Najprawdopodobniej sama osada była w tym okresie już całkowicie zislamizowana. W czasach Królestwa Jerozolimskiego osadę nazywano St. Jeehan de Bois.

### Okres po wyprawach krzyżowych
W późniejszym okresie, po upadku państwa krzyżowców, przybywający do Ziemi Świętej pielgrzymi europejscy odnotowali, iż w osiedlu mieszkali prawie sami muzułmanie. W 1335 Jakub z Verony odwiedził sanktuarium Narodzenia św. jana Chrzciciela, które stało się własnością muzułmanów. Mikołaj da Poggibonsi kilka lat wcześniej widział sanktuarium Nawiedzenia na wzgórzu południowym, którym opiekowali się mnisi ormiańscy. Posiadało ono ogród. W 1384 pątnicy z Florencji widzieli już w sanktuarium Nawiedzenia pasące się zwierzęta. Widocznie również to drugie sanktuarium podzieliło los pierwszego, przechodząc w posiadanie mahometan. W 1483 dominikanin Faber spotkał już nie lada trudności z dostaniem się na teren sanktuarium Nawiedzenia.
Dopiero w XVII w. franciszkanom udało się odzyskać oba sanktuaria i przywrócić je na cele kultu. Obok sanktuariów zamieszkały sprowadzone z Beit Dżali i Betlejem rodziny chrześcijańskie. Zakonnicy otworzyli szkołę i utworzyli parafię łacińską. Źródła tureckie podają, iż w czasie spisu ludności, związanego z poborem podatków, w En Kerem w 1596 zarejestrowanych było 160 mieszkańców.

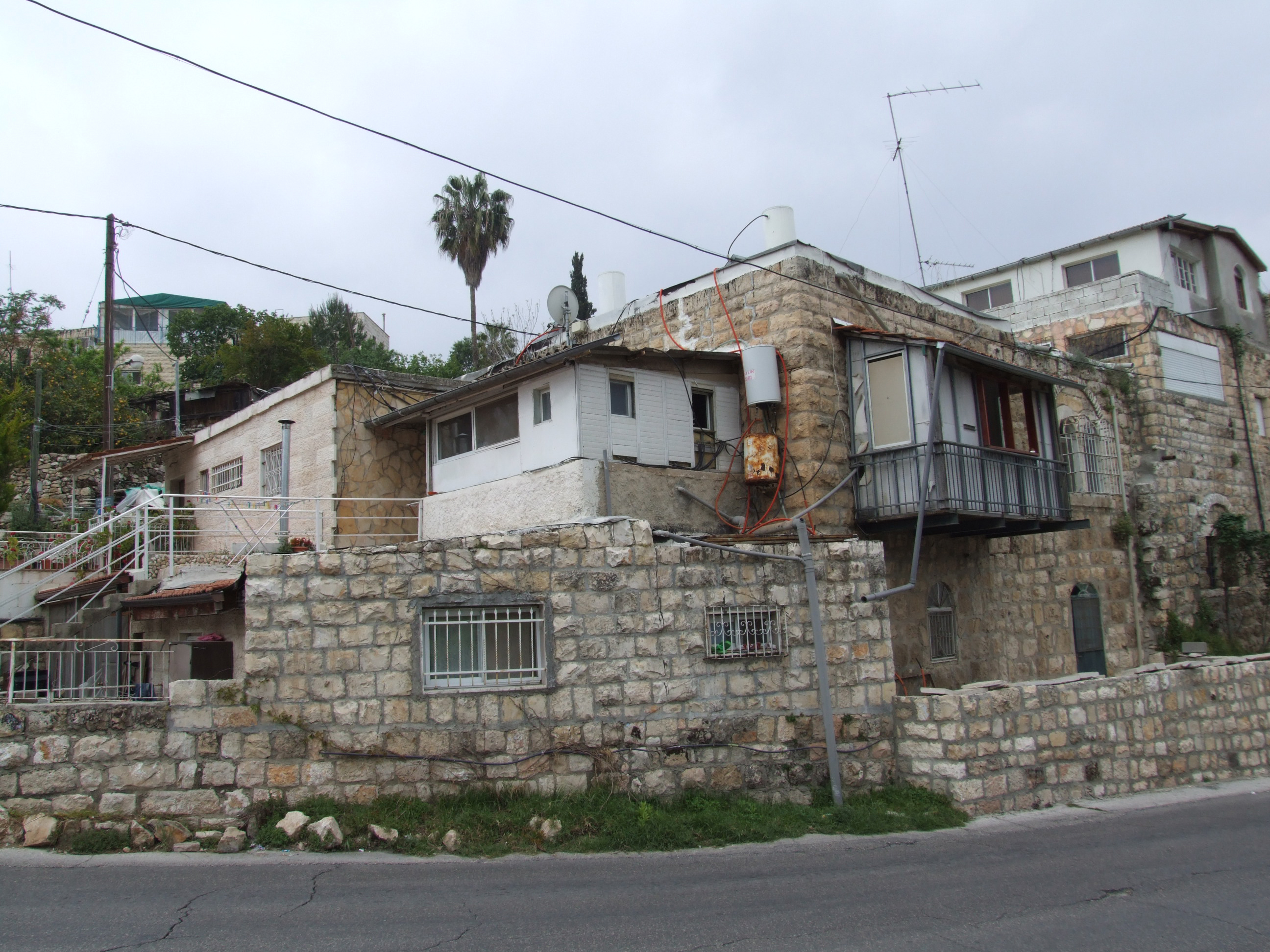
Współczesna zabudowa En Kerem

### Czasy współczesne
W 1931 En Kerem zamieszkiwało 2637 Arabów. Na przełomie 1944 i 1945 było ich już 3180 w obu mniejszych koloniach: Ayn al-Rawwas i Ayn al-Khandaq. W 1948 arabska ludność opuściła miasteczko. Domy zostały zajęte przez przybywających z Jemenu Żydów. Do dzisiaj, chociaż oficjalnie En Kerem jest dzielnicą Jerozolimy, zachowało swój peryferyjny charakter, czym przyciąga do siebie artystów i rzemieślników.
W 1961 na granicy En Kerem, na jednym z południowych wzgórz, zbudowano duży szpital (ang. Hadassah Medical Center).

## Sanktuaria i miejsca święte

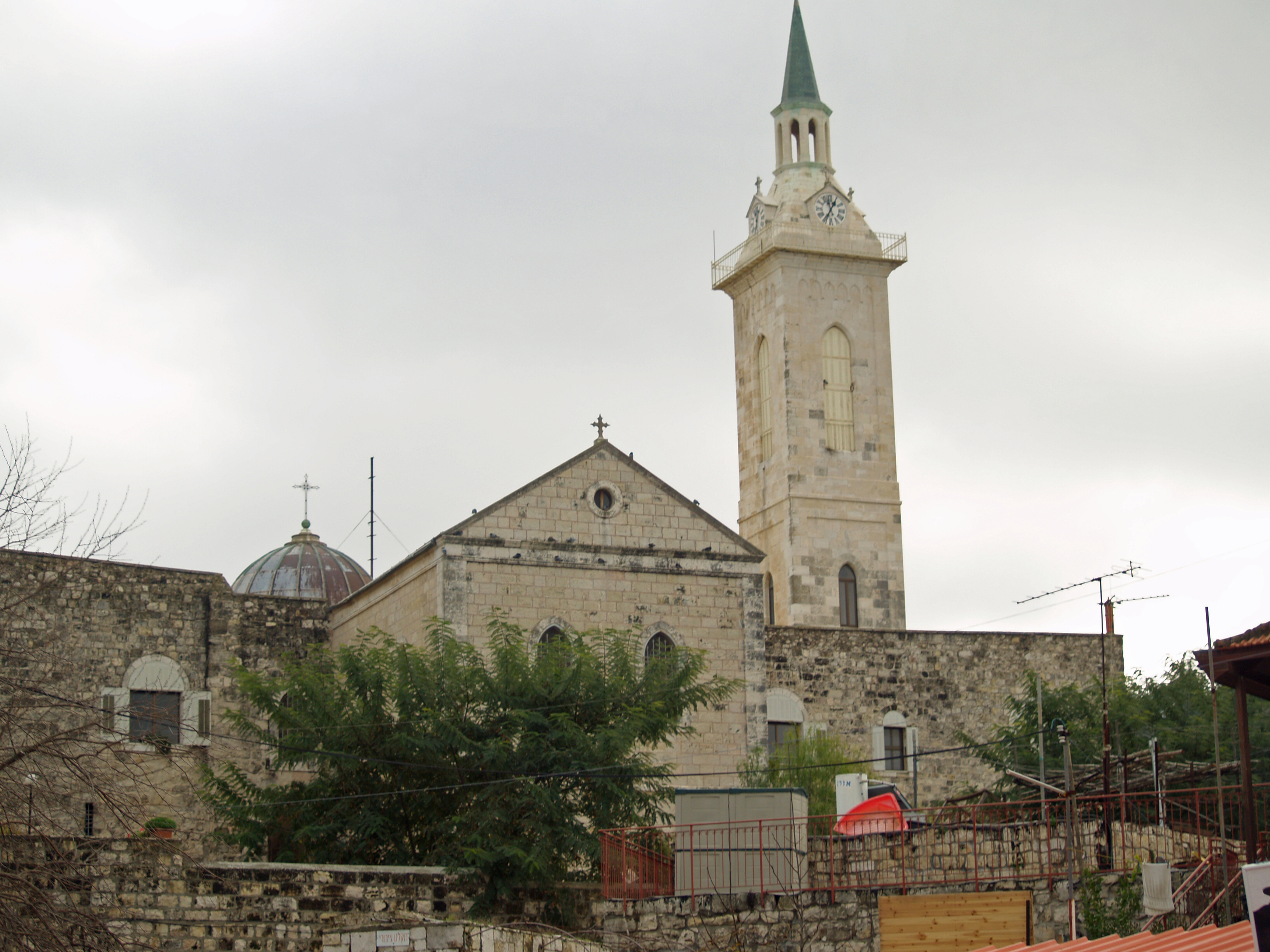
Kościół św. Jana Chrzciciela w En Kerem

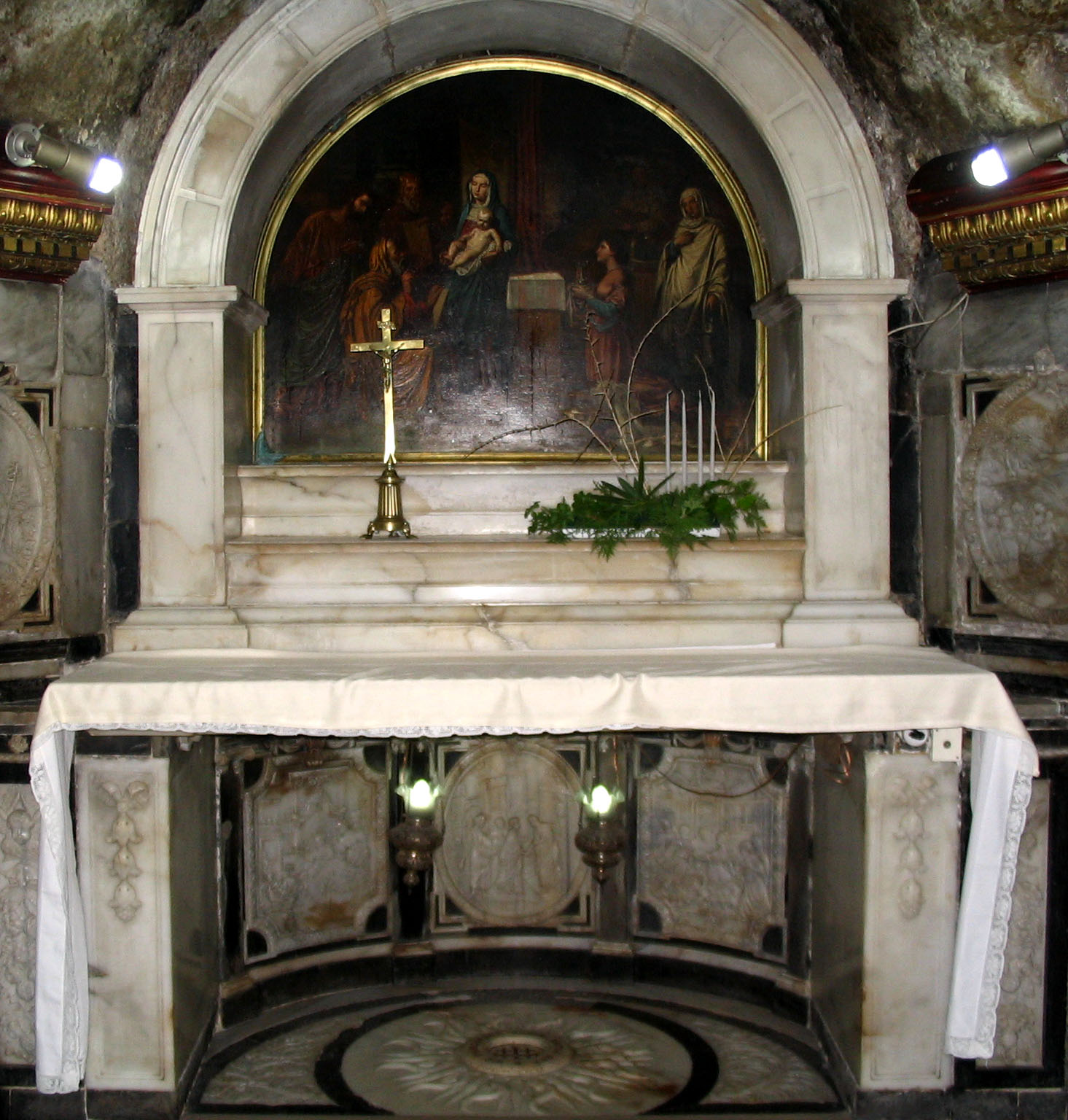
Miejsce narodzenia św. Jana Chrzciciela

### Kościół św. Jana Chrzciciela
W En Kerem znajdują się aż dwa kościoły pod tym wezwaniem. Katolicki został odbudowany w XII w. na ruinach wcześniejszego bizantyjskiego przez krzyżowców. Zajęty później przez muzułmanów i sprofanowany, odkupili w 1621 franciszkanie z Kustodii Ziemi Świętej. Został on przywrócony do kultu w 1674. Na lewo od ołtarza znajduje się naturalna grota, która uważana jest za pozostałość domu św. Zachariasza. Według tradycji tutaj właśnie miał urodzić się św. Jan Chrzciciel. W kościele znajdują się liczne obrazy przedstawiające św. Jana Chrzciciela (szkoła Murilla, Ribalta). Figury św. Franciszka i św. Klary są autorstwa Domenico Costantino z Palermo.
W 1885, prowadząc prace związane z przebudową fasady, natrafiono na pozostałości kaplic z V-VI w. z mozaikami. Na jednej z nich widnieje napis: „Bądźcie pozdrowieni, męczennicy Boży”. Męczennicy ci identyfikowani są bądź ze świętymi Młodziankami lub też ze św. Janem Chrzcicielem i św. Zachariaszem, który według tradycji miał umrzeć śmiercią męczeńską. W VII w. mnich Epifaniusz wspominał o miejscu pochówku Młodzianków w grotach na zachód od Jerozolimy.
Wykopaliska na terenie sanktuarium przeprowadził w latach 1941–1942 franciszkanin Sylvester Saller. Wyniki swoich badań opublikował w książce Discoveries at St. John’s ‘Ein Karim 1941–1942, wydanej w Jerozolimie w 1946. Zwiedzającym sanktuarium pokazywane są:
- grota Narodzenia św. Jana Chrzciciela
- kościół z XI-XII w.
- kaplica Męczenników z greckim napisem na mozaice i grobami (V w.)
- tablice w kilkudziesięciu językach z tekstem Benedictus; polska została poświęcona 24 czerwca 1988, powstała z inicjatywy o. Augustyna Szymańskiego[17]

Stróże sanktuarium nie udostępniają:
- tzw. kaplicy wschodniej (VII w.)
- basenu rytualnego (I w.)
- zabudowań z XII w.

Na terenie klasztoru prowadzony jest postulat Kustodii Ziemi Świętej oraz dom rekolekcyjny.
W En Kerem znajduje się też prawosławny kościół dedykowany św. Janowi Chrzcicielowi z 1894.

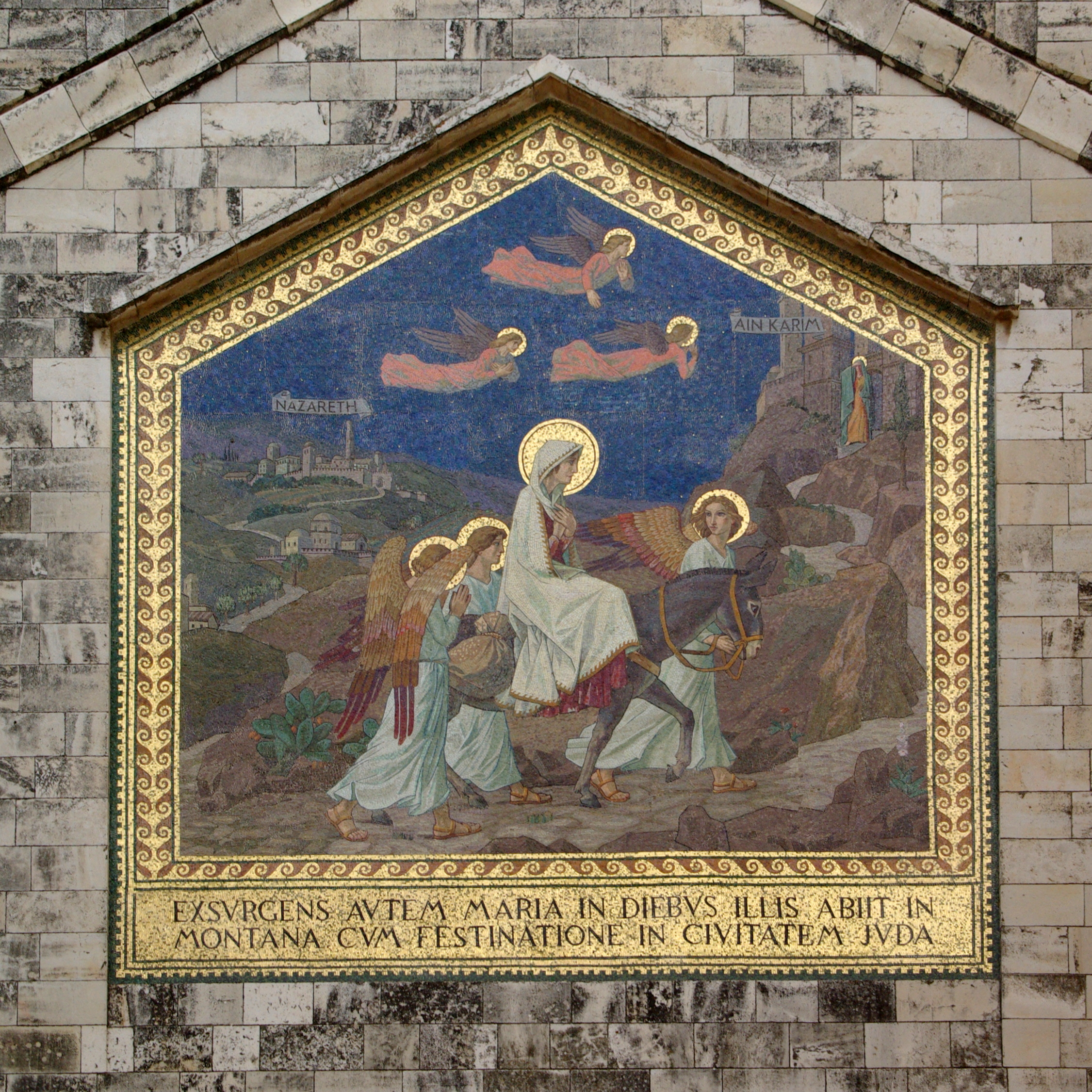
Mozaika na frontonie kościoła Nawiedzenia św. Elżbiety

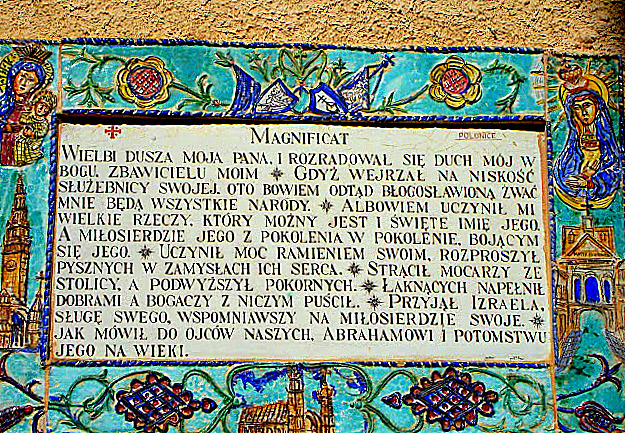
Tekst Magnificat na dziedzińcu kościoła Nawiedzenia św. Elżbiety

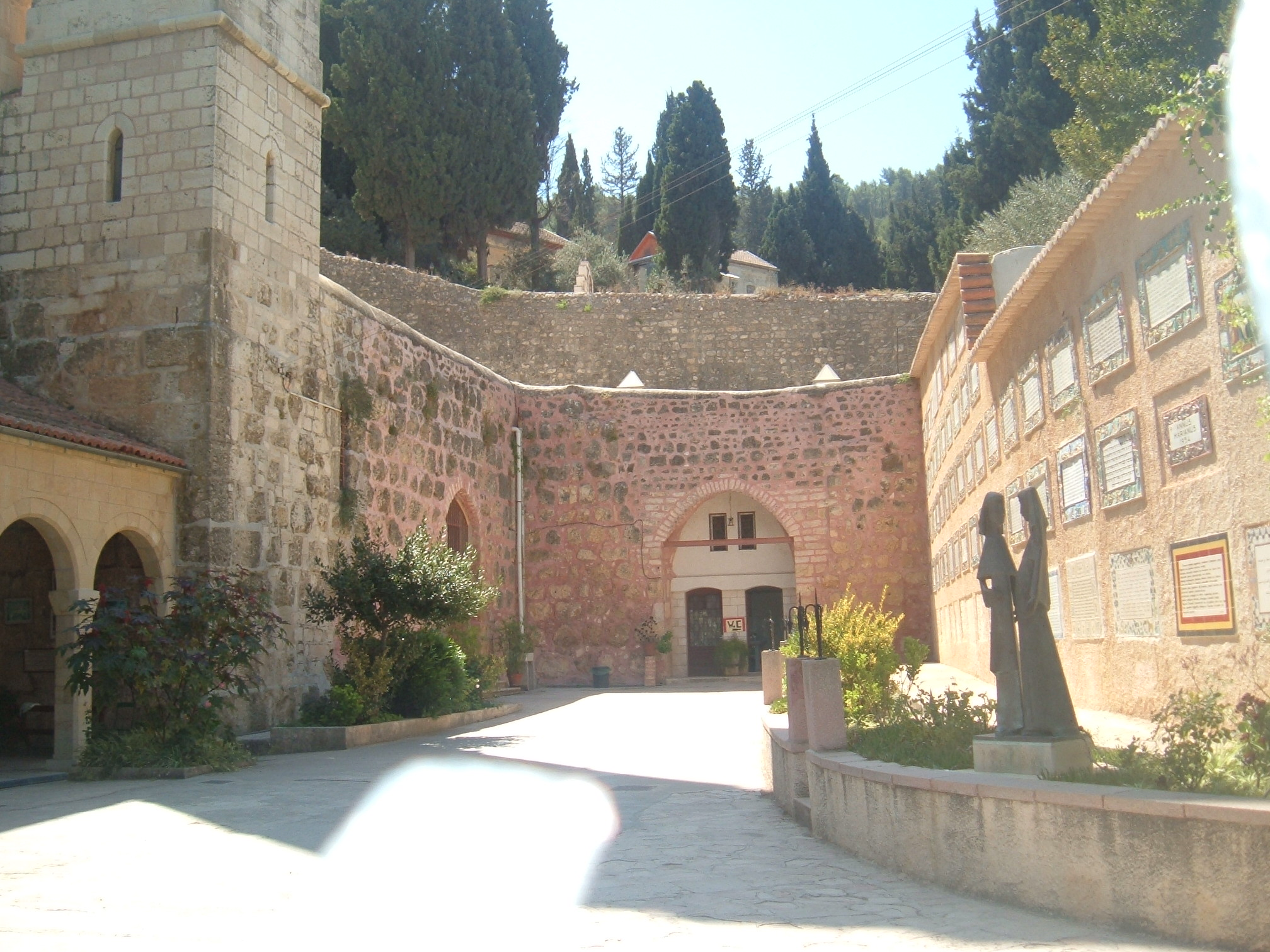
Dziedziniec sanktuarium Nawiedzenia

### Sanktuarium Nawiedzenia św. Elżbiety
Znalazło się w rękach franciszkanów w 1679. Systematyczne badania archeologiczne rozpoczął w 1937 z Franciszkańskiego Studium Biblijnego w Jerozolimie archeolog o. Bellarmino Bagatti. Wyniki swoich badań opublikował w 1948 w dziele Il Santuario della Visitazione ad Ain Karim. Sanktuarium składa się z dwupoziomowej świątyni i dziedzińca z umieszczonymi na murze kilkudziesięcioma majolikowymi tablicami z 1954 z tekstem hymnu Magnificat. Tablicę są fundacją Polonii, powstały z inicjatywy o. Aureliusza Borkowskiego z racji jubileuszowego Roku Maryjnego.
Świątynię wybudowano według projektu włoskiego architekta Antoniego Barluzziego w latach 1939–1940. W górnym kościele przedstawiono na freskach:
- Najświętszą Maryję Pannę – Matkę Kościoła i Królową Ziemi Świętej,
- Bogurodzicę – dogmat Bożego Macierzyństwa ogłoszony podczas Soboru w Efezie w 431,
- Maryję ucieczkę grzesznych – opieka Maryi nad Kościołem,
- Pośredniczkę łask – wstawiennicza rola Maryi na godach w Kanie Galilejskiej,
- Wspomożycielkę wiernych – Bitwa pod Lepanto w 1571,
- Niepokalane Poczęcie – Jan Duns Szkot i dysputa na temat poczęcia Maryi.

W dolnym kościele freski autorstwa A. Della Torre przedstawiają:
- Kapłaństwo Zachariasza,
- Ucieczkę św. Elżbiety,
- Spotkanie Maryi z Elżbietą.

Na cmentarzu przy klasztorze franciszkanów znajdują się polskie groby.

### Pustynia św. Jana
Trzeci klasztor franciszkanów w En Kerem, a zarazem kolejne sanktuarium związane z osobą św. Jana Chrzciciela, oddalone jest o 5 km od centrum dzielnicy. W miejscu tym według tradycji miał przebywać na pustkowiu Jan Chrzciciel przed rozpoczęciem swojej publicznej działalności. Kustodia Ziemi Świętej kupiła teren sanktuarium od Patriarchatu Łacińskiego w Jerozolimie w 1923. Wybudowano dom pielgrzyma nad naturalną grotą, która miała być schronieniem Prekursora Chrystusa.
W latach 1978–2001 konwent dzierżawiła wspólnota mnichów obrządku wschodniego. Po usunięciu przez nich symboli Kustodii Ziemi Świętej z bramy wjazdowej, zostali przymuszeni nakazem sądowym do opuszczenia sanktuarium. Franciszkanie powrócili na Pustynie św. Jana w marcu 2001. Klasztor pełni obecnie rolę domu rekolekcyjnego.

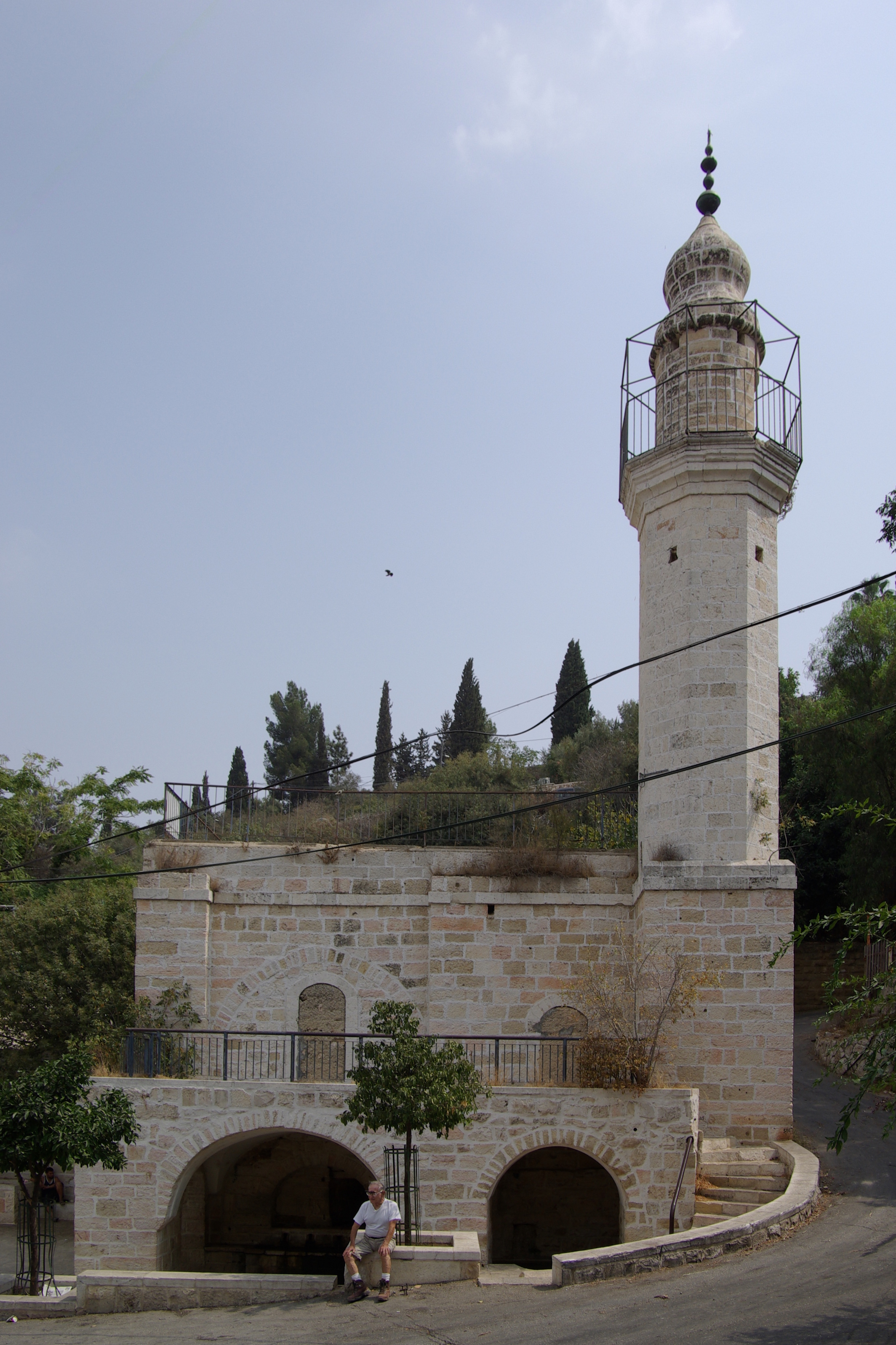
Meczet nad źródłem Matki Bożej w En Kerem

### Źródełko Matki Bożej
Naturalne źródło, do którego według tradycji udawała się po wodę przebywająca u Elżbiety Maryja. Chrześcijanie uznają źródło za święte. Woda nie jest obecnie zdatna do picia. Nad źródłem wznosi się niewielki meczet.

### Klasztor Zgromadzenia Sióstr Matki Bożej Syjonu
Klasztor Zgromadzenia Sióstr Matki Bożej Syjonu został założony przez dwóch nawróconych z judaizmu braci Alfonsa i Teodora Ratisbonne. W klasztorze istniał sierociniec. Alfons Ratisbonne został pochowany na terenie należącym do wspólnoty.

### Klasztor szarytek w En Kerem
Założony w 1964 dom zakonny, w którym siostry ze Zgromadzenie Sióstr Miłosierdzia św. Wincentego à Paulo opiekują się niepełnosprawnymi intelektualnie dziećmi. Siostrom pomagają wolontariuszki i wolontariusze z całego świata, bez względu na pochodzenie społeczne, rasę czy wyznanie.

### MonasterMoskowia– Monaster Gornieński
Rosyjski klasztor prawosławny – Monaster Gornieński – zaczął powstawać pod koniec XIX wieku.  Arabowie nadali mu nazwę Moskowia ze względu na charakterystyczne kopuły. Dzisiaj klasztor posiada trzy świątynie na terenie należącym do żeńskiej wspólnoty mniszej.